# WSA World Tour 2001/02
Die WSA World Tour 2001/02 umfasst alle bestätigten Turniere der professionellen Damensquash-Saison 2001/02 der WSA World Tour. Die nach dem Monat sortierte Übersicht zeigt den Ort des Turniers an, dessen Namen, das ausgeschüttete Gesamtpreisgeld, sowie die Siegerin des Turniers. In der abschließenden Tabelle werden sämtliche Turniersiegerinnen nach der Menge ihrer Titel aufgelistet. Dabei ist es nicht relevant, welche Wertigkeit die von der Spielerin gewonnenen Turniere besaßen, auch wenn eine entsprechende Erfassung erfolgt.
In der Saison 2001/02 fanden insgesamt 34 Turniere statt. Das Gesamtpreisgeld betrug 724.400 US-Dollar. Weltmeisterin wurde Sarah Fitz-Gerald, die in dieser Saison mit zwölf Turniersiegen auch die meisten Titel gewann.

## Tourinformationen

### Anzahl nach Turnierserie
| Turnierserie | WM 1 | GP 2 | Go 50 3 | Go 35 | Si 25 4 | Si 15 | Tour 5 |
| ------------ | ---- | ---- | ------- | ----- | ------- | ----- | ------ |
| Anzahl       | 1    | 1    | 2       | 5     | 3       | 4     | 18     |
| Gesamt       | 1    | 1    | 7       | 7     | 7       | 7     | 18     |

## Turnierplan

### August
| Datum         | Ort      | Turnier                            | Preisgeld | Siegerin          |
| ------------- | -------- | ---------------------------------- | --------- | ----------------- |
| 08.08.–11.08. | Chennai  | Indian Open 2001                   | $ 11.000  | Ellen Petersen    |
| 19.08.–26.08. | Hongkong | Cathay Pacific Hong Kong Open 2001 | $ 63.000  | Leilani Joyce     |
| 30.08.–04.09. | Kairo    | Heliopolis Open 2001               | $ 30.000  | Sarah Fitz-Gerald |

### September
| Datum         | Ort   | Turnier                     | Preisgeld | Siegerin        |
| ------------- | ----- | --------------------------- | --------- | --------------- |
| 19.09.–22.09. | Farsø | Tuborg Himmerland Open 2001 | $ 7.000   | Isabelle Stoehr |

### Oktober
| Datum         | Ort       | Turnier                                  | Preisgeld | Siegerin          |
| ------------- | --------- | ---------------------------------------- | --------- | ----------------- |
| 03.10.–08.10. | Doha      | Qatar Classic 2001                       | $ 60.000  | Sarah Fitz-Gerald |
| 11.10.–19.10. | Melbourne | Squash-Weltmeisterschaft der Frauen 2001 | $ 69.000  | Sarah Fitz-Gerald |
| 25.10.–28.10. | Ottawa    | Ottawa International 2001                | $ 7.000   | Melanie Jans      |

### November
| Datum         | Ort           | Turnier                                | Preisgeld | Siegerin         |
| ------------- | ------------- | -------------------------------------- | --------- | ---------------- |
| 01.11.–04.11. | New York City | Bronxville Field Club Open 2001        | $ 13.000  | Linda Charman    |
| 01.11.–04.11. | Macau         | Macau Squash Open 2001                 | $ 17.000  | Carol Owens      |
| 15.11.–18.11. | Zürich        | Deloitte & Touche Grasshopper Cup 2001 | $ 7.000   | Vanessa Atkinson |
| 18.11.–24.11. | Monte-Carlo   | Monte Carlo Classic 2001               | $ 17.000  | Cassie Campion   |

### Januar
| Datum         | Ort           | Turnier                                 | Preisgeld | Siegerin          |
| ------------- | ------------- | --------------------------------------- | --------- | ----------------- |
| 10.01.–13.01. | Philadelphia  | Comcast CHASS Open 2002                 | $ 5.000   | Natalie Pohrer    |
| 15.01.–20.01. | Hartford      | Hartford Open 2002                      | $ 41.000  | Sarah Fitz-Gerald |
| 20.01.–25.01. | Southport     | Southport Open 2002                     | $ 11.000  | Carol Owens       |
| 25.01.–01.02. | New York City | CSFBDirect Tournament of Champions 2002 | $ 25.000  | Sarah Fitz-Gerald |
| 29.01.–03.02. | Kuala Lumpur  | Rohas-Euco KL Open 2002                 | $ 7.000   | Nicol David       |

### Februar
| Datum         | Ort     | Turnier             | Preisgeld | Siegerin    |
| ------------- | ------- | ------------------- | --------- | ----------- |
| 26.02.–03.03. | Houston | AON Texas Open 2002 | $ 36.000  | Carol Owens |

### März
| Datum         | Ort           | Turnier                                | Preisgeld | Siegerin         |
| ------------- | ------------- | -------------------------------------- | --------- | ---------------- |
| 01.03.–04.03. | Mikkeli       | Savcor Finnish Open 2002               | $ 5.000   | Margo Green      |
| 02.03.–03.03. | North Shields | Proctor Memorial 2002                  | $ 4.000   | Madeline Perry   |
| 04.03.–08.03. | Poughkeepsie  | Vassar College Class of 1932 Open 2002 | $ 17.000  | Vanessa Atkinson |
| 07.03.–10.03. | Sønderborg    | Sonderborg Danish Open 2002            | $ 7.000   | Annelize Naudé   |
| 07.03.–10.03. | Genf          | Swiss Open 2002                        | $ 3.000   | Wendy Maitland   |
| 22.03.–27.03. | Kairo         | MI Bank Heliopolis Open 2002           | $ 25.000  | Carol Owens      |
| 27.03.–02.04. | Hurghada      | Hurghada International 2002            | $ 36.000  | Natalie Pohrer   |

### April
| Datum         | Ort        | Turnier                                | Preisgeld | Siegerin          |
| ------------- | ---------- | -------------------------------------- | --------- | ----------------- |
| 08.04.–15.04. | Manchester | British Open Squash Championships 2002 | $ 36.000  | Sarah Fitz-Gerald |
| 16.04.–21.04. | Odense     | J&B Odense Open 2002                   | $ 14.000  | Pamela Nimmo      |
| 24.04.–28.04. | Doha       | WISPA World Grand Prix Finals 2001/02  | $ 60.000  | Sarah Fitz-Gerald |

### Mai
| Datum         | Ort            | Turnier                                             | Preisgeld | Siegerin          |
| ------------- | -------------- | --------------------------------------------------- | --------- | ----------------- |
| 02.05.–05.05. | Salt Lake City | Squashworks Salt Lake City Open 2002                | $ 17.000  | Sarah Fitz-Gerald |
| 07.05.–12.05. | San Francisco  | SportKit San Francisco International Challenge 2002 | $ 13.000  | Sarah Fitz-Gerald |
| 08.05.–11.05. | Brescia        | Mega Italia Open 2002                               | $ 3.000   | Madeline Perry    |
| 14.05.–19.05. | Las Vegas      | Bright Lights Las Vegas Open 2002                   | $ 13.000  | Sarah Fitz-Gerald |
| 17.05.–19.05. | Carcassonne    | Carcassonne City Open 2002                          | $ 4.000   | Jenny Tranfield   |
| 21.05.–26.05. | Seattle        | Phil Smart Seattle Open 2002                        | $ 37.500  | Sarah Fitz-Gerald |

### Juni
| Datum         | Ort      | Turnier              | Preisgeld | Siegerin          |
| ------------- | -------- | -------------------- | --------- | ----------------- |
| 27.06.–30.06. | Adelaide | Australian Open 2002 | $ 3.900   | Sarah Fitz-Gerald |

## Turniersiegerinnen
| Platz | Spielerin         | Siege | WM 1 | GP 2 | Go 50 3 | Go 35 | Si 25 4 | Si 15 | Tour 5 |
| ----- | ----------------- | ----- | ---- | ---- | ------- | ----- | ------- | ----- | ------ |
| 1.    | Sarah Fitz-Gerald | 12    | 1    | 1    | 1       | 3     | 2       | 1     | 3      |
| 2.    | Carol Owens       | 4     |      |      |         | 1     | 1       | 1     | 1      |
| 3.    | Vanessa Atkinson  | 2     |      |      |         |       |         | 1     | 1      |
| 3.    | Madeline Perry    | 2     |      |      |         |       |         |       | 2      |
| 3.    | Natalie Pohrer    | 2     |      |      |         | 1     |         |       | 1      |
| 6.    | Cassie Campion    | 1     |      |      |         |       |         | 1     |        |
| 6.    | Linda Charman     | 1     |      |      |         |       |         |       | 1      |
| 6.    | Nicol David       | 1     |      |      |         |       |         |       | 1      |
| 6.    | Margo Green       | 1     |      |      |         |       |         |       | 1      |
| 6.    | Melanie Jans      | 1     |      |      |         |       |         |       | 1      |
| 6.    | Leilani Joyce     | 1     |      |      | 1       |       |         |       |        |
| 6.    | Wendy Maitland    | 1     |      |      |         |       |         |       | 1      |
| 6.    | Annelize Naudé    | 1     |      |      |         |       |         |       | 1      |
| 6.    | Pamela Nimmo      | 1     |      |      |         |       |         |       | 1      |
| 6.    | Ellen Petersen    | 1     |      |      |         |       |         |       | 1      |
| 6.    | Isabelle Stoehr   | 1     |      |      |         |       |         |       | 1      |
| 6.    | Jenny Tranfield   | 1     |      |      |         |       |         |       | 1      |

 1 WSA Weltmeisterschaft

 2 WISPA World Grand Prix Finals

 3 WSA Gold

 4 WSA Silver

 5 WSA Tour